# Marathon van Honolulu 1998
De marathon van Honolulu 1998 vond plaats op zondag 13 december 1998 in Honolulu. Het was de 26e editie van deze marathon. 
Bij de mannen won de Keniaan Mbarak Hussein in 2:14.53. Hij versloeg in de eindsprint zijn landgenoot Erick Kimaiyo, die dezelfde eindtijd kreeg toegemeten. Bij de vrouwen was de Kirgizische Irina Bogatsjeva met een voorsprong van bijna drie minuten het snelste in 2:33.27. 
Van de 26.724 gestarte lopers bereikten 21.211 marathonlopers de finish.

## Uitslagen

### Mannen
| rang   | naam              | land | tijd    |
| ------ | ----------------- | ---- | ------- |
| Goud   | Mbarak Hussein    | KEN  | 2:14.53 |
| Zilver | Erick Kimaiyo     | KEN  | 2:14.53 |
| Brons  | James Muindi      | KEN  | 2:15.26 |
| 4      | Thabiso Moqhali   | LES  | 2:17.24 |
| 5      | Vincent Cheruiyot | KEN  | 2:18.13 |
| 6      | Belaye Wolashe    | ETH  | 2:19.02 |
| 7      | Kim Yong-Bok      | KOR  | 2:19.12 |
| 8      | Patrick Muturi    | KEN  | 2:20.59 |
| 9      |                   |      |         |
| 10     | Zhicheng Wang     | CHN  | 2:22.57 |

### Vrouwen
| rang   | naam               | land | tijd    |
| ------ | ------------------ | ---- | ------- |
| Goud   | Irina Bogatsjeva   | KGZ  | 2:33.27 |
| Zilver | Svetlana Zacharova | RUS  | 2:36.44 |
| Brons  | Elena Razdrogina   | RUS  | 2:38.36 |
| 4      | Mari Tanigawa      | JPN  | 2:39.29 |
| 5      | Alla Zhilyayeva    | RUS  | 2:45.03 |
| 6      | Suzana Ćirić       | SRB  | 2:47.57 |
| 7      | Ida Mitten         | CAN  | 2:48.33 |
| 8      | Yukiko Itawaki     | JPN  | 2:48.54 |
| 9      | Kayoko Nomura      | JPN  | 2:50.59 |
| 10     | Christine McNamara | USA  | 2:53.24 |

1973 ·
1974 ·
1975 ·
1976 ·
1977 ·
1978 ·
1979 ·
1980 ·
1981 ·
1982 ·
1983 ·
1984 ·
1985 ·
1986 ·
1987 ·
1988 ·
1989 ·
1990 ·
1991 ·
1992 ·
1993 ·
1994 ·
1995 ·
1996 ·
1997 ·
1998 ·
1999 ·
2000 ·
2001 ·
2002 ·
2003 ·
2004 ·
2005 ·
2006 ·
2007 ·
2008 ·
2009 ·
2010 ·
2011 · 
2012 · 
2013 ·  
2014 ·  
2015 ·  
2016 ·  
2017